# نيكولاس ميكلسون
نيكولاس ميكلسون (بالنرويجية البوكمول: Nicholas Mickelson)‏ هو لاعب كرة قدم نرويجي في مركز الدفاع، ولد في 24 يوليو 1999 في هامار في النرويج. شارك مع منتخب النرويج تحت 21 سنة لكرة القدم. أما مع النوادي، فقد لعب مع نادي سترومسغودست لكرة القدم.

## وصلات خارجية
- نيكولاس ميكلسون على موقع اتحاد النرويج (النرويجية)
- نيكولاس ميكلسون على موقع قاعدة بيانات كرة القدم.إي يو (الإنجليزية)
- نيكولاس ميكلسون على موقع ناشيونال فوتبول تيمز (الإنجليزية)
- نيكولاس ميكلسون على موقع Soccerway.com (الإنجليزية)
- نيكولاس ميكلسون على موقع عالم كرة القدم.نت (الإنجليزية)